# Okręg Créteil
Okręg Créteil (fr. Arrondissement de Créteil) – okręg w północnej Francji. Populacja wynosi 626 tysięcy.

## Podział administracyjny
W skład okręgu wchodzą następujące kantony:
- Alfortville-Nord,
- Alfortville-Sud,
- Boissy-Saint-Léger,
- Bonneuil-sur-Marne,
- Charenton-le-Pont,
- Choisy-le-Roi,
- Créteil-Nord,
- Créteil-Ouest,
- Créteil-Sud,
- Ivry-sur-Seine-Est,
- Ivry-sur-Seine-Ouest,
- Maisons-Alfort-Nord,
- Maisons-Alfort-Sud,
- Orly,
- Saint-Maur-des-Fossés-Centre,
- Saint-Maur-des-Fossés-Ouest,
- Saint-Maur-La Varenne,
- Sucy-en-Brie,
- Valenton,
- Villecresnes,
- Villeneuve-le-Roi,
- Villeneuve-Saint-Georges,
- Vitry-sur-Seine-Est,
- Vitry-sur-Seine-Nord,
- Vitry-sur-Seine-Ouest.